# 中国政府朝鲜半岛事务特别代表列表
中国政府朝鲜半岛事务特别代表是中华人民共和国政府任命的特别代表，主要职责为处理朝鲜半岛事务。

## 历任特别代表

### 中国政府朝鲜半岛事务特别代表（2010年至今）
| 姓名   | 任命      | 免职      | 外交衔级 | 外交职务 | 备注 | 备注 |
| ------ | --------- | --------- | -------- | -------- | ---- | ---- |
| 武大伟 | 2010年2月 | 2017年8月 | 大使     | 特别代表 |      |      |
| 孔铉佑 | 2017年8月 | 2019年5月 | 大使     | 特别代表 |      |      |
| 刘晓明 | 2021年4月 | 现任      | 大使     | 特别代表 |      |      |